# Feistein fyr
Feistein fyr er et fyr i Klepp kommune på Jæren i Rogaland fylke i Norge. Fyret ligger på en holm ved Jærens rev, cirka 2 km vest for kysten, ud for Borestranda og Selestranda; Det blev oprettet 1859, ombygget i 1915, og består af et 25 m jerntårn og et bifyr i samme tårn samt et tågehorn, blev oprettet i 1915. Fyret har sammenhæng med både Obrestad fyr og Kvassheim fyr, som alle blev bygget for at lede trafikken trygt forbi kysten ved Jæren. Den franske fyrlampe fra 1914 er stadig i drift. Dele af diafonen er bevaret. Ved fyret ligger maskinhus og olietanke, bolig, udhus, og fundamentrester efter tidligere boliger udhuse og naust. Det ble automatiseret og affolket i 1989, og blev i 1999 fredet efter lov om kulturminner og holmen indgår i Jærstrendene landskapsvernområde.

## Eksterne kilder og henvisninger
- Wikimedia Commons har flere filer relateret til Feistein fyr
- Feistein fyr på Riksantikvarens hjemmeside kulturminnesok.no
- Om Feistein fyr Arkiveret 7. marts 2016 hos  Wayback Machine på Store Norske Leksikon
- Om Feistein fyr Arkiveret 24. maj 2013 hos  Wayback Machine på Norsk Fyrhistorisk Forenings websted
- Kommunens side om fyret Arkiveret 11. juni 2014 hos  Wayback Machine